# Mitra sowerbyi
Mitra sowerbyi is een slakkensoort uit de familie van de Mitridae. De wetenschappelijke naam van de soort is voor het eerst geldig gepubliceerd in 1852 door d'Orbigny.